# Festival XS
Le Festival XS (pour eXtra Small ou eXcèS) est un festival pluridisciplinaire créé en 2011 par Alexandre Caputo. Il est consacré à la forme courte (spectacles de 5 à 25 minutes) en théâtre, danse, cirque, théâtre de marionnettes et d'objets. 
Il est organisé par le Théâtre National Wallonie-Bruxelles et se déroule chaque année au mois de mars, pendant trois jours.
Lors de chaque édition, le festival présente une vingtaine de spectacles dont une majorité de créations. Il réunit chaque soir plus d’une centaine d’artistes belges et internationaux et accueille des publics nombreux et diversifiés. XS propose en moyenne 14.000 places en trois soirs. 
Les spectateurs peuvent voir entre un et neuf spectacles en une même soirée.
XS est aussi l’occasion de découvrir d’autres espaces du Théâtre National, habituellement fermés au public. Des spectacles se jouent dans le stock décor, dans la cafétéria du personnel ou encore dans le studio son du Théâtre National.  
La prochaine édition du festival aura lieu du 12 au 14 mars 2020.

## Enjeux
Le Festival XS est un espace d’expérimentation et d’innovation qui veut stimuler la curiosité des publics, et soutenir la créativité de la scène contemporaine.
La forme brève, de par son format, des temps de répétition courts et des moyens légers, est un espace de création propice à la recherche et au développement de nouveaux langages.
Le festival conçoit la forme courte comme un espace complémentaire aux formats standards ou longs, à l’instar de la nouvelle en littérature et du court-métrage.
Le Festival XS se veut également outil de production et de diffusion. Il favorise la diffusion des spectacles courts ou la production de leur forme longue et/ou de nouveaux projets de création en organisant la rencontre entre les œuvres courtes, les compagnies et de nombreux programmateurs et producteurs belges et étrangers. 

## Partenariats
Entre 2016 et 2018, le Festival d’Avignon, Trafó (Budapest), Short theater (Rome) et le Théâtre National/Festival XS s’associent dans le cadre du projet européen de coopération « SOURCE ».Centré sur la forme courte, l’innovation et la citoyenneté, SOURCE réunit des Théâtres et Festivals européens mais aussi des universités, des écoles et des médias dans le but de rapprocher la création de la société civile et de favoriser l’interdisciplinarité. Outre le soutien à la création, via notamment des commandes d’œuvres courtes, SOURCE donne la parole à nombre de jeunes européens pour qu’ils témoignent de leurs rêves de jeunes citoyens ainsi que du futur qu’ils veulent construire. SOURCE a été créé avec le soutien du programme Europe créative de l’Union européenne.    
En 2016 et 2017 la Ville de Bruxelles et le Festival XS s’associent afin d’investir l’espace public (Place de la Bourse) et y présenter des spectacles courts, en accès libre et gratuit. 
Le Festival a également collaboré avec l’Espace Catastrophe et le Festival UP pour promouvoir la création circassienne contemporaine. 
En 2015 et 2016, le festival a développé un partenariat avec le Festival d’Avignon, la SACD France et la SACD Belgique pour présenter ensemble des spectacles d’XS au Festival d’Avignon. 
De 2013 à 2016, la SACD Belgique et le Festival XS ont soutenu un à deux projets de créations pluridisciplinaires et/ou expérimentales chaque année.

## Programmation
,,,,
,,,
,,